# Wang ocheonchukguk jeon
Wang ocheonchukguk jeon (« carnet de voyage sur les cinq états indiens ») est un récit du pèlerinage entrepris par le moine bouddhiste coréen Hyecho qui a voyagé en Inde de 723 à 727/728 de notre ère, à l'âge de vingt ans. Il est écrit en chinois classique, langue littéraire de l'Asie de l'Est.

## Titre

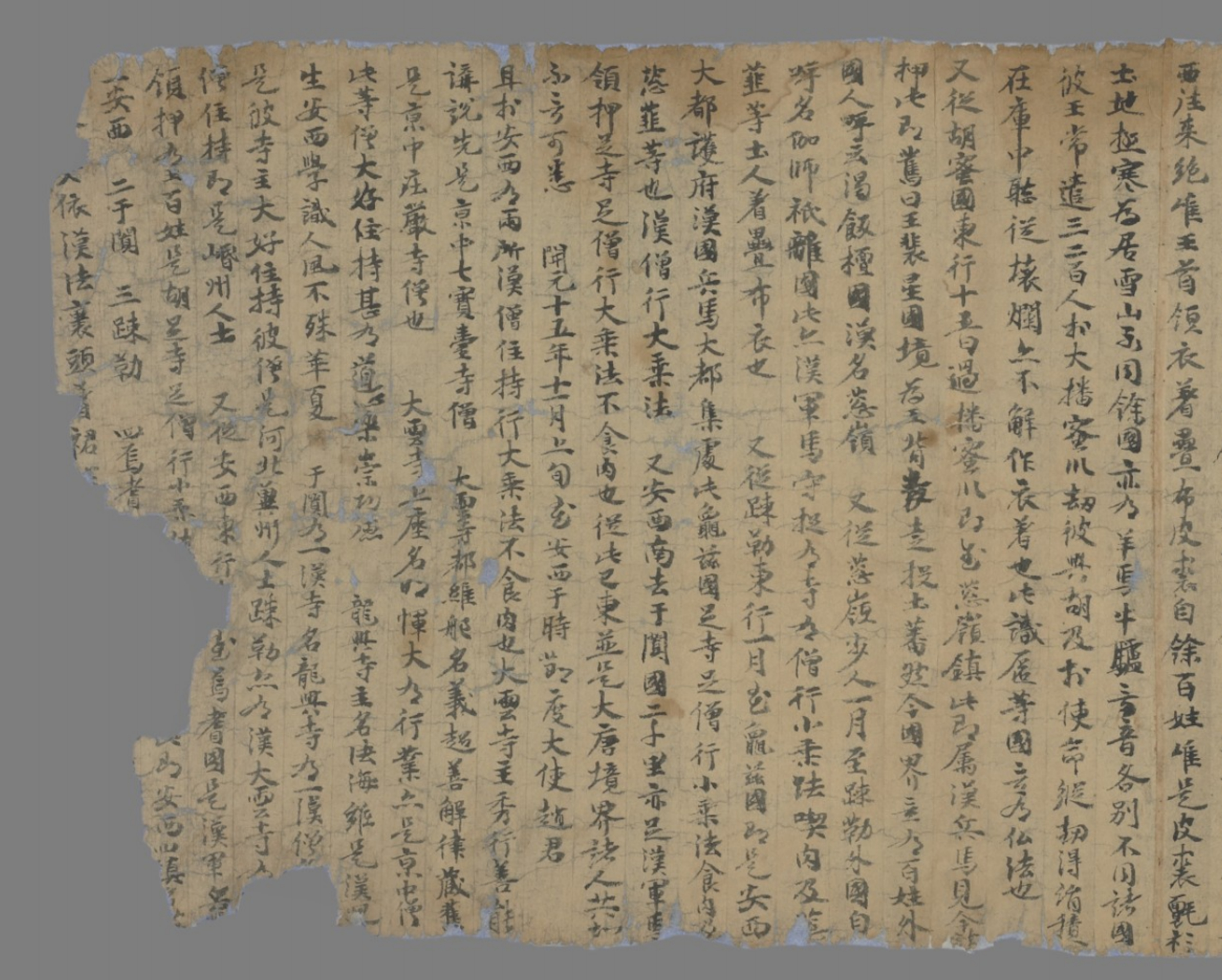
Une page du manuscrit de Hyecho.

Son titre test la translittération du chinois  往五天竺國傳 (wǎng wǔ Tiānzhú ɡuó chuán) qui signifie « carnet de voyage sur les cinq états indiens ». L'expression« Cinq pays de l'Inde » ne s'applique pas aux États, mais à des régions de l'Inde. L'auteur nomme ces pays en fonction leur situation géographique: Est, Ouest, Sud, Nord et Moyen-Inde. Ces noms étaient alors utilisés en Chine et en Corée, le sous-continent indien étant trop vaste pour être appréhendé dans son ensemble. Il contient également des informations sur d'autres pays d'Asie jusqu'à l'empire byzantin.

## Histoire du texte

### Découverte

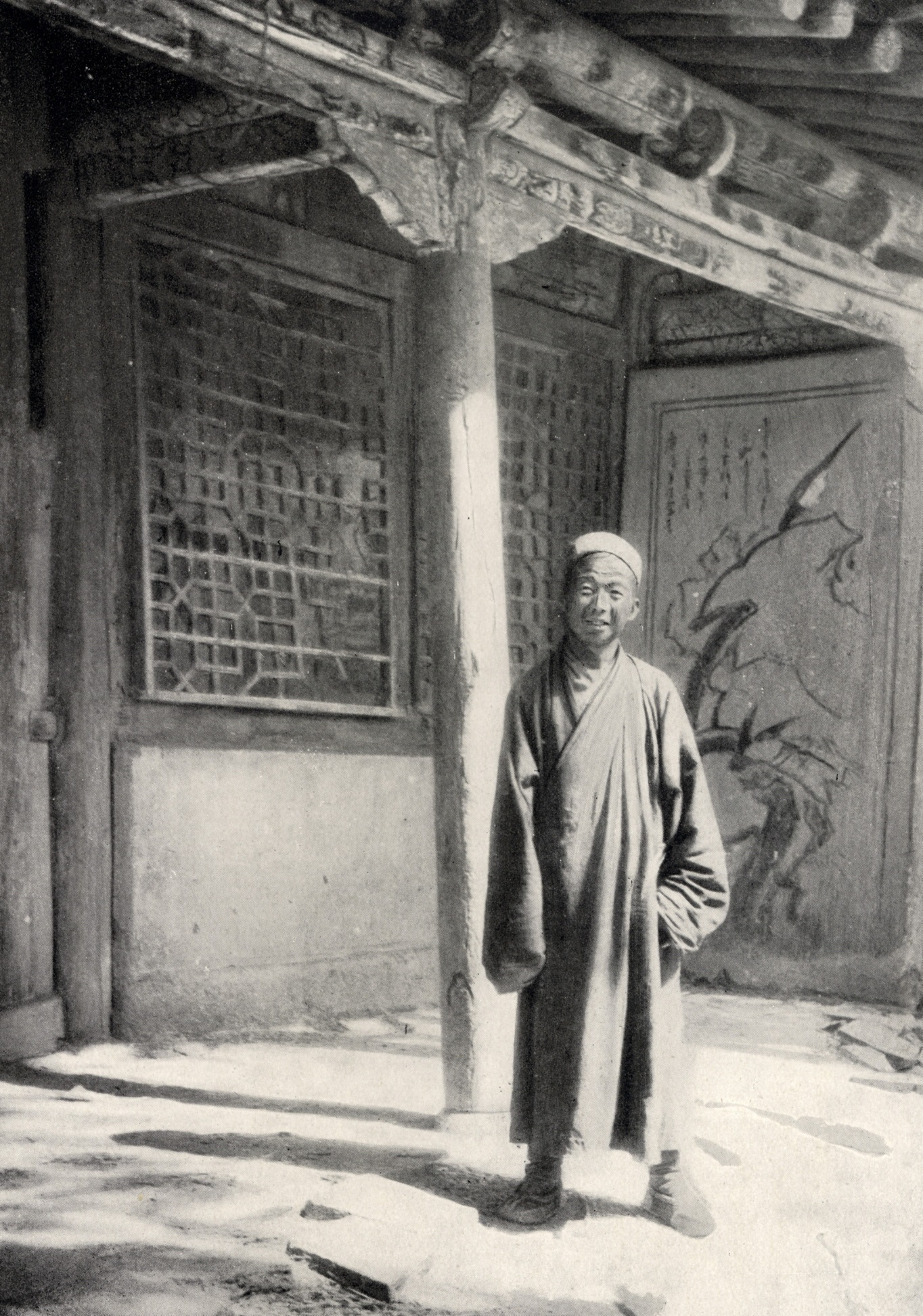
Wang Yuanlu, l'homme qui a découvert la « grotte bibliothèque ».

On a longtemps pensé que ce texte était perdu. Cependant, une copie a été redécouverte dans le lot des Manuscrits de Dunhuang au début du XXe siècle, Paul Pelliot a découvert et acheté ce manuscrit en 1908 dans la grotte numéro 17, dite « bibliothèque », à Dunhuang,. Il explique l'excitation provoquée par cette découverte: « Enfin l'inespéré s'est produit, et j'ai mis la main sur un pèlerin nouveau
qui vient s'intercaler entre Yi-tsing et Wou-k'ong. L'ouvrage est incomplet;
mais je crois en pouvoir déterminer le titre et l'auteur. (...) Il me paraît
donc très probable que l'ouvrage anonyme dont j'ai retrouvé la plus grosse
partie est le Voyage de Houei-tch'ao dans les cinq Indes. »
Ce manuscrit est aujourd'hui à la Bibliothèque nationale de France. Cette institution l'a prêté au Musée national de Corée en 2011, 1283 années après que le texte fut écrit. Malheureusement, cette copie n´est pas complète : des trois volumes d´origine, il manque l´intégralité du premier volume et la fin du dernier.

### Traductions
En 1915, l´érudit bouddhiste Junjiro Takagusu (en) identifie Hyecho comme étant l´auteur de ces mémoires. Depuis, l´œuvre a été traduite en allemand par le sinologue Walter Fuchs ainsi qu´en anglais par Yang Han-sung et al. Avec les textes de Faxian (337-422), Song Yun (voyage de 518 à 522), Huisheng, Xuanzang (603-664) et Yi Jing (635-713), c´est l´un des plus importants comptes-rendus de voyages écrits par des moines bouddhistes, alors même qu'il était moins âgé et moins érudit que ces autres pèlerins.

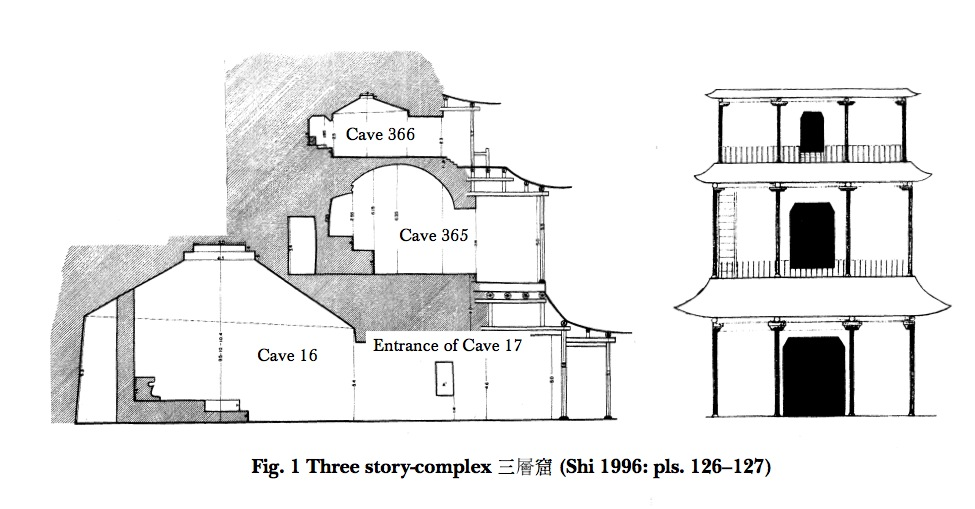
Élévation et vue en coupe de l'ensemble des grottes 16, 17 et 366 de Dunhuang.

Le manuscrit est long de 227 lignes pour un total de 5893 caractères. C´est un rouleau composé de neuf feuilles de 28,5 cm de haut sur 42 cm de large, sauf la première et la dernière qui sont endommagées. C´est le premier récit de voyage écrit par un Coréen; il contient de nombreuses informations sur la nourriture locale, les langues, le climat, la culture, la situation politique et l´économie de l´Inde et de l´Asie centrale ainsi que des informations pratiques comme la durée du voyage entre les villes. Hyecho trouva aussi très intéressant de voir le bétail se déplacer librement dans les villages. Il comporte aussi quelques informations sur l´empire byzantin (le grand Fu-lin), les Arabes et la Perse.

## Jugement
Paul Pelliot juge assez sévèrement l'ouvrage et son auteur: « Ce pèlerin nouveau n'a ni la valeur littéraire de Fa-hien (Faxien), ni l'information minutieuse de Hiuan-tsang (Xuanzang). » Toutefois, l'analyse qu'il donne révèle l'intérêt du texte : 

« Son style est plat, et s'il a conservé peu de ses pièces de vers, il eût mieux valu qu'il n'en mît pas du tout. Ses notices sont désespérément brèves et monotones. Néanmoins, c'est un témoignage contemporain. II nous renseigne sur l'état du bouddhisme dans les diverses contrées de l'Inde pendant le premier quart du VIIIe siècle. Pour l'Inde du Nord-Ouest, l'Afghanistan, les deux Turkestans russe et chinois, il est bien des indications qui ne se trouvent que chez lui. A diverses reprises, il donne pour les noms des états de l'Asie Centrale la forme indigène, à côté du nom chinois usuel. C'est ainsi que le premier, plus de cinq siècles avant Marco Polo et les textes chinois de l'époque mongole, il appelle Kachgar du nom que cette ville porte actuellement. »